# Izmael (keresztnév)
Az Izmael, vagy más változatban Ismael héber eredetű férfinév, jelentése: Isten hall. Héber írással: יִשְׁמָעֵאל.  

## Gyakorisága
Az 1990-es években szórványos név, a 2000-es években nem szerepel a 100 leggyakoribb férfinév között.

## Névnapok
- április 25.[2]

## Híres Izmaelok
- Izmael (Ábrahám fia)